# Джут (растение)
Джут (лат. Córchorus) — род кустарников, полукустарников и трав семейства Мальвовые (Malvaceae), прядильная культура, от которой получают одноимённое волокно.
Около 75 видов произрастает в тропиках Азии, Африки, Америки и Австралии.
Растения с очередными листьями овально-ланцетной формы, с пильчатыми краями и придатками у основания. 
Цветки жёлтого цвета, одиночные или в количестве 2—3, сидящие в пазухах листьев. 
Плод – коробочка, шаровидная или удлинённая, с множеством мелких семян.
Возделывают однолетние короткоплодный джут и длинноплодный джут; в сухих стеблях 20—25 % волокна для технических, упаковочных, мебельных тканей, ковров.
Волокна растения широко используют в текстильной промышленности.

## Таксономия
Corchorus L., Sp. Pl. 1: 529. 1753.

### Синонимы
- Coreta P.Browne, Civ. Nat. Hist. Jamaica: 147. 1756.
- Antichorus L., Syst. Nat. ed. 12. 2: 264. 1767.
- Caricteria Scop., Intr. Hist. Nat.: 104. 1777.
- Maerlensia Vell., Fl. Flumin.: 231. 1829.
- Ganja Rchb., Handb. Nat. Pfl.-Syst.: 303. 1837.
- Riddellia Raf., New Fl. 4: 15, 111. 1838.
- Antiphyla Raf., New Fl. 4: 16. 1838.
- Nettoa Baill., Adansonia 6: 238. 1866.
- Rhizanota Lour. ex Gomes, Mem. Acad. Real Sci. Lisboa, 2 Cl. Sci. Moraes, n.s., 4(1): 29. 1868.
- Scorpia Ewart & A.H.K.Petrie, Proc. Roy. Soc. Victoria, n.s., 38: 169. 1926.
- Oceanopapaver Guillaumin, Bull. Soc. Bot. France 79: 226. 1932.

### Виды
Род содержит 74 вида. Некоторые из них:
- Corchorus aestuans L.
- Corchorus capsularis L. — Джут короткоплодный, или белый
- Corchorus hirsutus L.
- Corchorus hirtus L.
- Corchorus olitorius L. typus[3] — Джут длинноплодный, или огородный
- Corchorus siliquosus L. — Джут многостручковый
- Corchorus tridens L. — Джут трёхзубчатый
- Corchorus trilocularis L. — Джут трёхгнёздный